# Саншайн Монро
Саншайн Монро (англ. Sunshyne Monroe, род. 1 января 1992, Лос-Анджелес, Калифорния) — американская транссексуальная порноактриса, лауреат премии Urban X Award.

## Биография
Родилась 1 января 1992 года в Лос-Анджелесе (по другим данным — в Хьюстоне). Имеет испанские, американские, португальские и доминиканские корни. После окончания школы начала работать танцовщицей в различных заведениях Техаса. В это время начала публиковать видео на YouTube и своём сайте. Затем в 2011 году, в возрасте 19 лет, дебютировала в качестве порноактрисы.
Первые сцены были сняты в июле 2011 года, дебютная — на студии Grooby Network, на тему мастурбации, с режиссёром Бадди Вудом, под названием Bikini Sunshyne Monroe.
Снималась для таких студий, как Evil Angel, Pornstar Platinum, Devil's Film, Shemale Club, Exquisite, Pure Play Media, Trans500, Shemale Strokers, Kink.com и другие.
Кроме съёмок в качестве актрисы, в сентябре 2017 года начала карьеру продюсера, создав собственную компанию под названием Sunshyneland Productions.
С самого начала карьеры номинировалась на различные отраслевые премии. Трижды (в 2013, 2017 и 2018 годах) была номинирована на AVN Awards в категории «транссексуальный исполнитель года». Также в 2018 году была представлена в номинации «лучшая транссексуальная сцена» за Adventures of Sunshyne. В 2017 году получила премию Urban X Award в категории «транссексуальный исполнитель года».
Перестала сниматься в 2017 году, сыграв в 23 фильмах.

## Награды и номинации
| Год  | Церемония                  | Результат | Номинация                         | Работа                 |
| ---- | -------------------------- | --------- | --------------------------------- | ---------------------- |
| 2011 | Tranny Awards              | Номинация | Лучшая соло-модель                | н/д                    |
| 2012 | Tranny Awards              | Номинация | Лучшая хардкор-модель             | н/д                    |
| 2013 | AVN Awards                 | Номинация | Транссексуальный исполнитель года | н/д                    |
| 2013 | Tranny Awards              | Номинация | Лучшая соло-модель                | н/д                    |
| 2013 | Tranny Awards              | Номинация | Лучший сольный сайт               | н/д                    |
| 2015 | Transgender Erotica Awards | Номинация | Лучший соло-исполнитель           | н/д                    |
| 2017 | AVN Awards                 | Номинация | Транссексуальный исполнитель года | н/д                    |
| 2017 | AVN Awards                 | Номинация | Лучшая транссексуальная сцена     | Adventures of Sunshyne |
| 2017 | Transgender Erotica Awards | Номинация | Лучшая соло-модель                | н/д                    |
| 2017 | Urban X Award              | Победа    | Транссексуальный исполнитель года | н/д                    |
| 2018 | AVN Awards                 | Номинация | Транссексуальный исполнитель года | н/д                    |
| 2018 | Transgender Erotica Awards | Номинация | Лучшая интернет-личность          | н/д                    |
| 2018 | Transgender Erotica Awards | Номинация | Лучший сольный сайт               | н/д                    |

## Избранная фильмография
- Adventures of Sunshyne,
- America’s Next Top Tranny 13[14],
- How To Please A She-Male 4[15],
- Pornstars Love Trannies 7[16],
- She-Male Idol[17],
- Sunshyne Monroe 2[18],
- Transsexual Cheerleaders 7[19],
- TS Girlfriend Experience 3[20].